# Milla Grosberghaugen Andreassen
Milla Grosberghaugen Andreassen, född 4 augusti 2005 i Oslo, är en norsk längdskidåkare. Hon tävlar för Bækkelagets SK.

## Idrottskarriär

### Säsong 2022/23
Andreassen blev norsk juniormästare på 5 km klassiskt och 7,5 km fristil i klass K17 under junior-NM på Nes 2022. Andreassen fick sitt stora genombrott när hon representerade Norge vid Juniorvärldsmästerskapen i nordisk skidsport 2023, där hon vann guld på 20 km, 10 km och stafett, förutom silver på sprinten. Hon deltog även i Norgesmesterskapet på ski 2023, där hon hade flera bra placeringar inklusive en 4:e plats på 5 km klassiskt, bara 1,6 sekunder efter silvermedaljen.

### Säsong 2023/24
Andreassen blev uttagen till världscupen i Trondheim för första gången och gjorde sin sprintdebut bara 18 år gammal, men slogs ut ur prologen på 45:e plats. Hon missade resten av världscupen i Trondheim på grund av sjukdom.